# Force juive
Otzma Yehudit (en hébreu : עוצמה יהודית, Force juive), anciennement Otzma LeYisrael, est un parti politique d'extrême droite israélien créé en novembre 2012 par Arié Eldad et Michael Ben-Ari, qui se sont séparés de l'Union nationale. Il est connu pour ses positions anti-palestiniennes s'inscrivant dans la lignée des positions de Meir Kahane,.

## Histoire
Obtenant 1,76 % des voix, ce parti n'a pas obtenu de siège à la Knesset lors des élections de 2013, ratant de peu le seuil électoral de 2 %.
Pour les élections de 2015, Otzma LeYisrael présenta une liste commune avec Yachad, le nouveau parti formé par Eli Yishaï. Ils recueillent seulement 2,97 % des voix, ce qui est insuffisant pour obtenir un siège à la Knesset.
En 2019, la fusion prônée par Benyamin Netanyahou entre Le Foyer juif et ce parti d’extrême-droite est vivement critiquée, certains, comme le groupe américain pro-Israël Democratic Majority for Israel, y voyant une possibilité pour des disciples de Meir Kahane de revenir à la Knesset.
Otzma Yehudit a formé une coalition appelée Union des partis de droite avec les partis HaBayit Hayehudi et Tkuma pour les élections d'avril 2019,, bien qu'il ait annoncé le 25 juin 2019 qu'il quitterait l'alliance, en raison du refus du parti Le Foyer juif de placer Itamar Ben-Gvir à la Knesset en vertu de la loi norvégienne. Le dirigeant de Tkuma, Bezalel Smotrich, a indiqué que l'application de la loi norvégienne ne serait pas possible dans un gouvernement provisoire.
Le parti organise des manifestations provocatrices dans des quartiers à forte proportion arabe, scandant « mort aux terroristes ».
Il s'allie au Likoud de Benyamin Netanyahou pour les élections législatives de 2022. L'accord entre les deux formations comprend notamment l'entrée d'Itamar Ben-Gvir au sein d'un futur gouvernement et une révision des règles de tir à balles réelles pour la police et l’armée afin de les encourager à en faire usage lors de heurts avec des manifestants arabes israéliens.

## Idéologie
Otzma Yehudit est le successeur idéologique du parti Kach, une formation suprémaciste juive et raciste réclamant l’expulsion des citoyens arabes du pays et l’instauration d’une théocratie. Otzma revendique l’annexion de toute la Cisjordanie et de la bande de Gaza, mais sans accorder aux Palestiniens la citoyenneté israélienne, souhaite expulser d’Israël les citoyens arabes « déloyaux » et encourage les arabes en général à émigrer afin de renforcer le caractère juif d’Israël. Le parti insiste également sur la refonte du système judiciaire israélien afin de mettre l’accent sur les valeurs juives plutôt que sur les valeurs démocratiques, en particulier en ce qui concerne les droits des minorités,.

## Résultats électoraux
| Année   | Chef de file    | Voix                                    | %                                       | Rang                                    | Sièges  | Gouvernement        |
| ------- | --------------- | --------------------------------------- | --------------------------------------- | --------------------------------------- | ------- | ------------------- |
| 2013    | Arié Eldad      | 64 782                                  | 1,8                                     | 13e                                     | 0 / 120 | Extra-parlementaire |
| 2015    | Michael Ben-Ari | Associé à Yachad (en)                   | Associé à Yachad (en)                   | Associé à Yachad (en)                   | 0 / 120 | Extra-parlementaire |
| 04/2019 | Michael Ben-Ari | Au sein de l'Union des partis de droite | Au sein de l'Union des partis de droite | Au sein de l'Union des partis de droite | 0 / 120 | Extra-parlementaire |
| 09/2019 | Itamar Ben-Gvir | 83 609                                  | 1,9                                     | 10e                                     | 0 / 120 | Extra-parlementaire |
| 2020    | Itamar Ben-Gvir | 19 402                                  | 0,4                                     | 9e                                      | 0 / 120 | Extra-parlementaire |
| 2021    | Itamar Ben-Gvir | Associé au Parti sioniste religieux     | Associé au Parti sioniste religieux     | Associé au Parti sioniste religieux     | 1 / 120 | Opposition          |
| 2022    | Itamar Ben-Gvir | Associé au Parti sioniste religieux     | Associé au Parti sioniste religieux     | Associé au Parti sioniste religieux     | 6 / 120 | Netanyahou VI       |